# Вишнёвая (Харьковская область)
Вишнёвая, до ВОВ Вишнёвое (укр. Вишнева), село в Вишнёвском сельском совете, Балаклейский район, Харьковская область.
Код КОАТУУ — 6320282001. Население по переписи 2001 году составляло 641 (294/347 м/ж) человек.
Вишнёвая являлось до 2020 года административным центром Вишнёвского сельского совета, в который, кроме того, включены были с. Первотра́вневое. Ранее в этот совет входило с. Возрожде́ние, но в 1999 году оно было ликвидировано.

## Географическое положение
Рядом с селом Вишнёвая протекает река Теплянка.
Через село проходит автомобильная дорога E 40 и М-03.

## История
- Вишнёвая (слобода) основана около 1630 года.[1]
- В 1976 году в селе были 279 дворов, население 712 человек.[1]
- При СССР в селе была построена и работала центральная усадьба зерноводческого колхоза «Заря», в котором были 3086 га сельхозугодий, из них 2607 га пашни и птицефабрика.[1] Колхоз специализировался на выращивании зерна, птицеводстве и молочном животноводстве.[1]

## Экономика
В селе при СССР была птице-товарная ферма (ПТФ).